# Sukaperna (Tukdana)
Sukaperna is een bestuurslaag in het regentschap Indramayu van de provincie West-Java, Indonesië. Sukaperna telt 4645 inwoners (volkstelling 2010).